# Der Mann auf den Schienen
Der Mann auf den Schienen ist ein polnischer Spielfilm von Andrzej Munk aus dem Jahre 1957. Der Film basiert auf der Erzählung Das Geheimnis des Lokomotivführers Orzechowski von Jerzy Stefan Stawiński, der selbst auch das Drehbuch schrieb.

## Handlung
Der Film wird fast ausschließlich in Rückblenden erzählt. In einem Bahnhofsgebiet ist der Lokomotivführer Orzechowski tödlich verunglückt. Eine Kommission wird einberufen, um den Unglückshergang zu ermitteln. Der Bahnhofsvorsteher Tuszka wird befragt. Tuszka ist ein moderner unbescholtener Mitarbeiter der polnischen Bahn. Er führte neue Arbeitsmethoden ein, die vor allem dafür sorgen sollten, dass die Lokomotiven weniger Brennmittel verbrauchen. Tuszka gibt der Kommission zu verstehen, dass Orzechowski sich dem nicht unterordnen wollte. Er habe Orzechowski schließlich entlassen. Der alte Lokomotivführer aus der Vorkriegszeit sei ein Konterrevolutionär und Saboteur gewesen. Orzechowski habe dann aus Rache das gelbe Licht an einem Hauptsignal gelöscht, sodass dem Lokführer statt „Langsamfahrt“ nur noch das grüne Licht für „Fahrt frei“ gezeigt wurde. Dabei sei er dann selbst verunglückt.
Orzechowskis junger Kollege Zapora widerspricht jedoch den Ausführungen Tuszkas. Orzechowski sei ein hervorragender Fachmann gewesen. Zapora hatte als Orzechowskis Assistent gearbeitet und gibt zu Protokoll, dass Orzechowski zwar ein Vorgesetzter gewesen sei, der viel von seinen Mitarbeitern verlangte, und ein schwieriger Mensch gewesen sei, jedoch auch ein überaus ehrlicher Mensch. Schließlich kommt bei den Ermittlungen heraus, dass der Streckenwärter Sałata, ein Alkoholiker, vergessen hatte, Petroleum in die Signallampen nachzufüllen und diese deshalb erloschen. Orzechowski hatte dies bemerkt und wusste, dass das Signal nun nicht mehr eine Fahrt mit stark verminderter, sondern mit Höchstgeschwindigkeit erlaube. Als sich nun ein Zug näherte, warf sich Orzechowski vor den Zug, um seine Kollegen und die Fahrgäste vor dem sicheren Tod zu retten.

## Kritiken
- Lexikon des Internationalen Films: Hervorragender Film von gleichermaßen großer Bedeutung im Hintergründig-Politischen wie im Menschlichen.
- Reclams Filmführer: Der Film erzählt seine Geschichte mit nüchternem Realismus, zupackend und direkt. In Kazimierz Opaliński hat Munk einen nahezu idealen Darsteller gefunden. Berühmt wurde der Film aber vor allem durch seine politische Brisanz. Munk verteidigt seinen Protagonisten trotz aller seiner Schwächen und Fehler gegen den Totalitätsanspruch der Partei.[1]
- Evangelischer Filmbeobachter: Interessanter polnischer Spielfilm, der den Tod eines zwangspensionierten Lokomotivführers zum Anlaß für eine intelligente Polemik gegen Dogmatismus, Menschenverachtung und Parteigläubigkeit nimmt. Überzeugend und sicher inszeniert. Sehenswert ab 16 Jahren.[2]

## Auszeichnungen
Der Film nahm 1957 am Wettbewerb des Filmfestivals in Karlovy Vary teil. Andrzej Munk erhielt den Preis für die beste Regie.